# Knapp (Familienname)
Knapp ist ein Familienname.

## Namensträger

### A
- Adolf von Knapp (1851–1927), österreichischer Generalmajor
- Albert Knapp (1798–1864), deutscher Pfarrer, Dichter und Tierschützer
- Alexis Knapp (* 1989), US-amerikanische Schauspielerin
- Alfred Knapp (Serienmörder) (The Hamilton Strangler; 1863–1904), US-amerikanischer Serienmörder
- Alfred Knapp (Ingenieur) (1870–1929), deutscher Hütteningenieur und Manager
- Alfred Knapp (Linguist), österreichischer Linguist
- Alwin Knapp (1918–1995), deutscher Dermatologe, Humangenetiker und Hochschullehrer
- André Knapp (* 1973), deutscher Kommunalpolitiker (CDU), Oberbürgermeister von Suhl
- Andreas Knapp (* 1958), deutscher Priester und Dichter
- Anja Knapp (* 1988), deutsche Triathletin
- Anthony Knapp (Fußballspieler) (Tony Knapp; 1936–2023), englischer Fußballspieler und -trainer
- Anthony L. Knapp (1828–1881), US-amerikanischer Politiker
- Anthony W. Knapp (* 1941), US-amerikanischer Mathematiker
- Anton Knapp (* 1955), deutscher Politiker (CSU)
- August Knapp (1844–1898), deutscher Opernsänger (Bariton/Tenor)

### B
- Beau Knapp (* 1989), US-amerikanischer Schauspieler
- Bruno Knapp (1925–2010), deutscher Politiker

### C
- Charles Knapp (Politiker) (1797–1880), US-amerikanischer Politiker
- Charles Knapp (Geograph) (1855–1921), Schweizer Geograph
- Charles Knapp (Philologe) (1868–1936), US-amerikanischer Klassischer Philologe
- Charles J. Knapp (1845–1916), US-amerikanischer Politiker
- Charles L. Knapp (1847–1929), US-amerikanischer Politiker
- Chauncey L. Knapp (1809–1898), US-amerikanischer Politiker
- Christian von Knapp (1800–1861), deutscher Politiker
- Christian Knapp (Pädagoge) (1877–1961), deutscher Pädagoge
- Christian Knapp (Dirigent) (* 1972/1973), US-amerikanischer Dirigent

### D
- Daniela Knapp (* 1972), österreichische Kamerafrau
- Douglas Knapp (1949–2020), amerikanischer Kameramann

### E
- Edgar Knapp (1906–1978), deutscher Pflanzengenetiker
- Edward Alan Knapp (1932–2009), US-amerikanischer Physiker
- Elly Heuss-Knapp (1881–1952), deutsche Politikerin (DVP, FDP)
- Emil Knapp (1886–1973), deutscher Politiker (SPD)
- Ernst Knapp (1871–1969), österreichischer Fabrikant und Pädagoge
- Eva Knapp (1923–1930), deutsches Arbeiterkind
- Evalyn Knapp (1906–1981), US-amerikanische Schauspielerin

### F
- Florence E. S. Knapp (um 1875–1949), US-amerikanische Politikerin (Republikanische Partei)
- Franz von Knapp (1791–1855), deutscher Amtmann
- Franz Knapp (Politiker) (1880–1973), deutscher Jurist und Politiker (CDU), Oberbürgermeister von Konstanz
- Franz Xaver Knapp (1809–1883), österreichischer Maler
- Friedrich Knapp (1776–1848), deutscher Politiker und Altertumsforscher, siehe Johann Friedrich Knapp (Politiker)
- Friedrich Knapp (Kaufmann) (1828–1905), deutscher Kaufmann und Dichter
- Friedrich Knapp (Unternehmer) (1951–2024), deutscher Unternehmer
- Friedrich Jonathan Knapp (1784–1817), deutscher Komponist
- Friedrich Ludwig Knapp (1814–1904), deutscher Chemiker
- Fritz Knapp (Kunsthistoriker) (1870–1938), deutscher Kunsthistoriker
- Fritz Knapp (Verleger) (1880–1962), deutscher Verleger
- Fritz Peter Knapp (* 1944), deutscher Philologe, Literaturwissenschaftler und Hochschullehrer

### G
- Georg Christian Knapp (1753–1825), deutscher Theologe
- Georg Friedrich Knapp (1842–1926), deutscher Wirtschaftswissenschaftler
- Georg Joseph von Knapp (1726–1802), deutscher Verwaltungsjurist und Richter
- Gerhard P. Knapp (1943–2015), deutscher Germanist
- Gottfried Knapp (* 1942), deutscher Kunstkritiker und Autor
- Gottfried Knapp (Jurist) (1764–1828), deutscher Oberamtmann und Verwaltungsjurist
- Gotthold Knapp (1882–?), deutscher Maler
- Gottlob Knapp (1851–nach 1905), deutscher Maler
- Gudrun-Axeli Knapp (* 1944), deutsche Sozialwissenschaftlerin
- Gustav Knapp (1871–1934), deutscher Verwaltungsbeamter

### H
- Hans Knapp (1875–1962), deutscher Verleger, siehe Wilhelm Knapp Verlag #Geschichte
- Hans Knapp (Heimatforscher) (1910–2006), deutscher Heimatforscher
- Hans Knapp (Mathematiker) (1935–2004), österreichischer Mathematiker
- Harry Shepard Knapp (1856–1923), US-amerikanischer Vizeadmiral
- Heiner Knapp, deutscher Musikredakteur und Radiomoderator
- Heinrich von Knapp (1827–1904), deutscher Seifenfabrikant und Politiker
- Heinrich Knapp (* vor 1938), deutscher Ingenieur
- Hermann Knapp (Politiker) (1801–1859), deutscher Jurist und Politiker
- Hermann Knapp (Schriftsteller) (* 1964), österreichischer Schriftsteller
- Hermann Georg Knapp (1828–1890), deutscher Journalist und Mundartdichter
- Hermann Jakob Knapp (1832–1911), deutscher Augenarzt , siehe Jakob Hermann Knapp
- Horst Knapp (Unternehmer) (1918–1984), deutscher Unternehmer und Verbandspolitiker
- Horst Knapp (Journalist) (1925–1996), österreichischer Wirtschaftsjournalist

### J
- Jakob Hermann Knapp (1832–1911), deutscher Augenarzt, Gründer der ersten Augenklinik in Heidelberg
- James Knapp (* 1970), amerikanischer Schriftsteller
- Jim Knapp (1939–2021), US-amerikanischer Trompeter, Komponist, Arrangeur und Hochschullehrer
- Jindřich Knapp (1895–1982), tschechoslowakischer Automobilrennfahrer
- Johann Knapp (Maler) (1778–1832/1839), österreichischer Maler
- Johann Friedrich Knapp (Politiker) (1776–1848), deutscher Politiker und Altertumsforscher
- Johann Friedrich Knapp (Schriftsteller) (1780–nach 1832), deutscher Schriftsteller
- Johann Georg Knapp (1705–1771), deutscher Theologe
- Johann Michael Knapp (1791–1861), deutscher Architekt
- Johannes Knapp (1807–1875), deutscher Gutsbesitzer und Politiker, MdR
- John Merrill Knapp (1914–1993), US-amerikanischer Musikwissenschaftler
- Josef Knapp (Sänger) (1906–2001), österreichischer Opernsänger (Bariton) und Schauspieler
- Josef Knapp (Märtyrer) (1912–1944), banatschwäbischer römisch-katholischer Geistlicher und Märtyrer
- Josef Knapp (Kirchenmusiker) (1921–2014), italienischer Kirchenmusiker und Komponist

### K
- Karin Knapp (* 1987), Südtiroler Tennisspielerin
- Karl von Knapp (Jurist) (Karl Wilhelm von Knapp; 1829–1907), deutscher Jurist und Richter
- Karl von Knapp (Fabrikant) (1860–1944), deutscher Fabrikant
- Karl Knapp (1867–1921), deutscher Verleger, siehe Wilhelm Knapp Verlag
- Karl Knapp (Oberamtmann) (1870–1955), deutscher Verwaltungsbeamter
- Karl Knapp (Politiker) (1888–1944), österreichischer Politiker (SPÖ)
- Karl Knapp jun. (1889–1977), deutscher Verleger, siehe Wilhelm Knapp Verlag
- Karl Knapp (Heimatforscher) (* 1933), deutscher Heimatforscher
- Karl Knapp (1947–2016), deutscher Schlagzeuger, siehe Peter Behrens (Schlagzeuger)
- Karlfried Knapp (* 1946), deutscher Sprachwissenschaftler

### L
- Lawrence Knapp (1905–1976), US-amerikanischer Hockeyspieler
- Leslie W. Knapp (1929–2017), US-amerikanischer Ichthyologe
- Lisa Knapp (* 1974), britische Folkmusikerin
- Lothar Knapp (1929–2015), deutscher Romanist
- Ludwig Knapp (Rechtsphilosoph) (1821–1858), deutscher Rechtsphilosoph und Dichter
- Ludwig Knapp (Mediziner) (1868–1925), deutscher Gynäkologe und Hochschullehrer
- Ludwig Knapp, österreichischer Gerechter unter den Völkern, siehe Ludwig und Maria Knapp
- Lukas Knapp (* 1997), österreichischer Sportkletterer
- Lyman Enos Knapp (1837–1904), US-amerikanischer Politiker

### M
- Magdalena Knapp-Menzel (* 1964), österreichische Schriftstellerin
- Manfred Knapp (Politikwissenschaftler) (* 1939), deutscher Politikwissenschaftler
- Manfred Knapp (Fußballspieler) (* 1953), deutscher Fußballspieler
- Manuel Knapp (* 1978), österreichischer Künstler, Filmemacher, Musiker und Komponist
- Marcel Knapp (* 1995), deutscher Grasskiläufer
- Maria von Knapp (1867–1932), deutsche Malerin
- Maria Knapp, österreichische Gerechte unter den Völkern, siehe Ludwig und Maria Knapp
- Maria Knapp-Heidger (um 1929–2019), deutsche Malerin und Fotografin
- Markus Knapp (* 1954), deutscher Theologe
- Max Knapp (1899–1979), Schweizer Schauspieler
- Max Knapp (Unternehmer) (1903–1991), Kinomogul[1]
- Meinrad Knapp (* 1974), österreichischer Moderator
- Michael Knapp (Verwaltungsbeamter) (* 1965/1966), deutscher Verwaltungsbeamter (CDU)
- Michael Knapp (Fußballspieler) (* 2000), US-amerikanischer Fußballspieler
- Moritz Knapp (* 1999), deutscher Nachwuchsschauspieler

### N
- Natalie Knapp (* 1970), deutsche Philosophin

### O
- Ole Knapp (1931–2015), norwegischer Politiker
- Orville Knapp (1904–1936), US-amerikanischer Saxophonist und Bandleader
- Oskar Knapp (1898–1967), deutscher Landwirt und Politiker (CDU)
- Oskar F. Knapp (1914–1987), österreichisch-ungarischer Maler
- Othmar Knapp (1940–2008), österreichischer Politiker (ÖVP)
- Otto von Knapp (1831–1896), deutscher Jurist und Politiker, MdR
- Otto Knapp (Lehrer) (1874–1954), deutscher Lehrer, Übersetzer, Herausgeber und Schriftsteller
- Otto-Heinrich Knapp (1929–2009), deutscher Architekt, Kunsthistoriker und Fluchthelfer

### P
- Paul Knapp (Archäologe) (1851–1908), deutscher Lehrer, Archäologe und Altphilologe
- Paul Knapp (Mediziner) (1874–1954), Schweizer Augenarzt
- Paul Knapp (Pfarrer, 1879) (1879–1953), deutscher Pfarrer in Württemberg und Pazifist
- Paul Knapp (Pfarrer, 1880) (1880–1946), deutscher Pfarrer in Königsberg
- Paul A. Knapp, US-amerikanischer Geograph
- Peter Knapp (Fotograf) (* 1931), Schweizer Fotograf
- Peter Knapp (Bildhauer) (1939–1978), deutscher Bildhauer
- Peter Knapp (Sänger) (* 1947), britischer Sänger (Bariton, Bass)
- Peter Knapp (Ruderer) (Peter George Knapp ; * 1949), britischer Ruderer

### R
- Radek Knapp (* 1964), österreichischer Schriftsteller
- Reinelde Knapp (1933–2022), österreichische Leichtathletin
- Renée Knapp, US-amerikanische Musicaldarstellerin
- Robert Knapp (SS-Mitglied) (1885–1954), österreichischer SS-Brigadeführer
- Robert Knapp (Schauspieler) (1924–2001), US-amerikanischer Schauspieler
- Robert Knapp (Historiker) (1946–2023), US-amerikanischer Historiker
- Robert M. Knapp (1831–1879), US-amerikanischer Politiker
- Rolf Knapp (* 1949), deutscher Toningenieur
- Roy Knapp (1891–1979), US-amerikanischer Perkussionist und Musikpädagoge
- Rudolf Knapp (* 1937), deutscher Erziehungswissenschaftler und Hochschullehrer

### S
- Sandra Knapp (* 1956), US-amerikanische Botanikerin
- Seaman Asahel Knapp (1833–1911), US-amerikanischer Agrarwissenschaftler
- Sebastian Knapp (* 1980), britischer Schauspieler
- Silke Otto-Knapp (1970–2022), deutsche Malerin
- Simone Knapp, österreichische Diplomatin und Botschafterin
- Stefan Knapp (Fußballspieler, 1957) (* 1957), deutscher Fußballspieler
- Stefan Knapp (Fußballspieler, 1975) (* 1975), österreichischer Fußballspieler

### T
- Theodor Knapp (1854–1941), deutscher Rechts- und Wirtschaftshistoriker
- Thomas Knapp (* 1959), deutscher Politiker
- Toby Knapp, US-amerikanischer Gitarrist

### U
- Udo Knapp (* 1945), deutscher Politiker
- Ulrich Knapp (* 1956), deutscher Kunsthistoriker und Jurist

### W
- Walter Knapp (* 1934), österreichischer Musiker, Musikpädagoge und Puppenspieler
- Walther Knapp (* 1871; † im 20. Jahrhundert), deutscher Ingenieur und Hochschullehrer
- Werner Knapp (Architekt) (1903–1960), deutscher Architekt und Hochschullehrer
- Werner Knapp (Mediziner) (1916–2002), deutscher Mediziner und Hochschullehrer
- Werner Knapp (Vertragsunterhändler) (1921–2025), deutscher Antifaschist und Vertragsunterhändler für den internationalen zivilen Luftverkehr der DDR
- Werner Knapp (Pädagoge) (* 1953), deutscher Pädagoge und Hochschullehrer
- Werner Knapp (Fußballspieler) (* 1970), österreichischer Fußballspieler
- Wilhelm Knapp (Verleger) (Wilhelm Georg Knapp; 1840–1908), deutscher Buchhändler und Verleger
- Wilhelm Knapp jun. (1894–1958), deutscher Verleger, siehe Wilhelm Knapp Verlag
- Wilhelm Knapp (Parteifunktionär) (1898–1984), deutscher Parteifunktionär (KPD, SED), Widerstandskämpfer und Manager

- Wolfgang Knapp (Jurist) (1944–2011), deutscher Jurist und Hochschullehrer
- Wolfgang Knapp (Mathematiker) (* 1945), deutscher Mathematiker und Hochschullehrer
- Wolfgang Knapp (Pädagoge) (* 1952), deutscher Kunstpädagoge
- Wolfgang Knapp (Basketballspieler), deutscher Basketballspieler
- Wolfram H. Knapp (* 1945), deutscher Radiologe